# Museo di San Francesco (Greve in Chianti)
Il Museo d'arte sacra di San Francesco (Greve in Chianti) è stato inaugurato il 7 settembre 2002, nel complesso dell'ex convento di San Francesco.
Dal novembre 2003, nel museo è stato inaugurato l'Antiquarium, dove sono esposti reperti etruschi, romani e medievali rinvenuti nel territorio.

## Percorso espositivo e opere

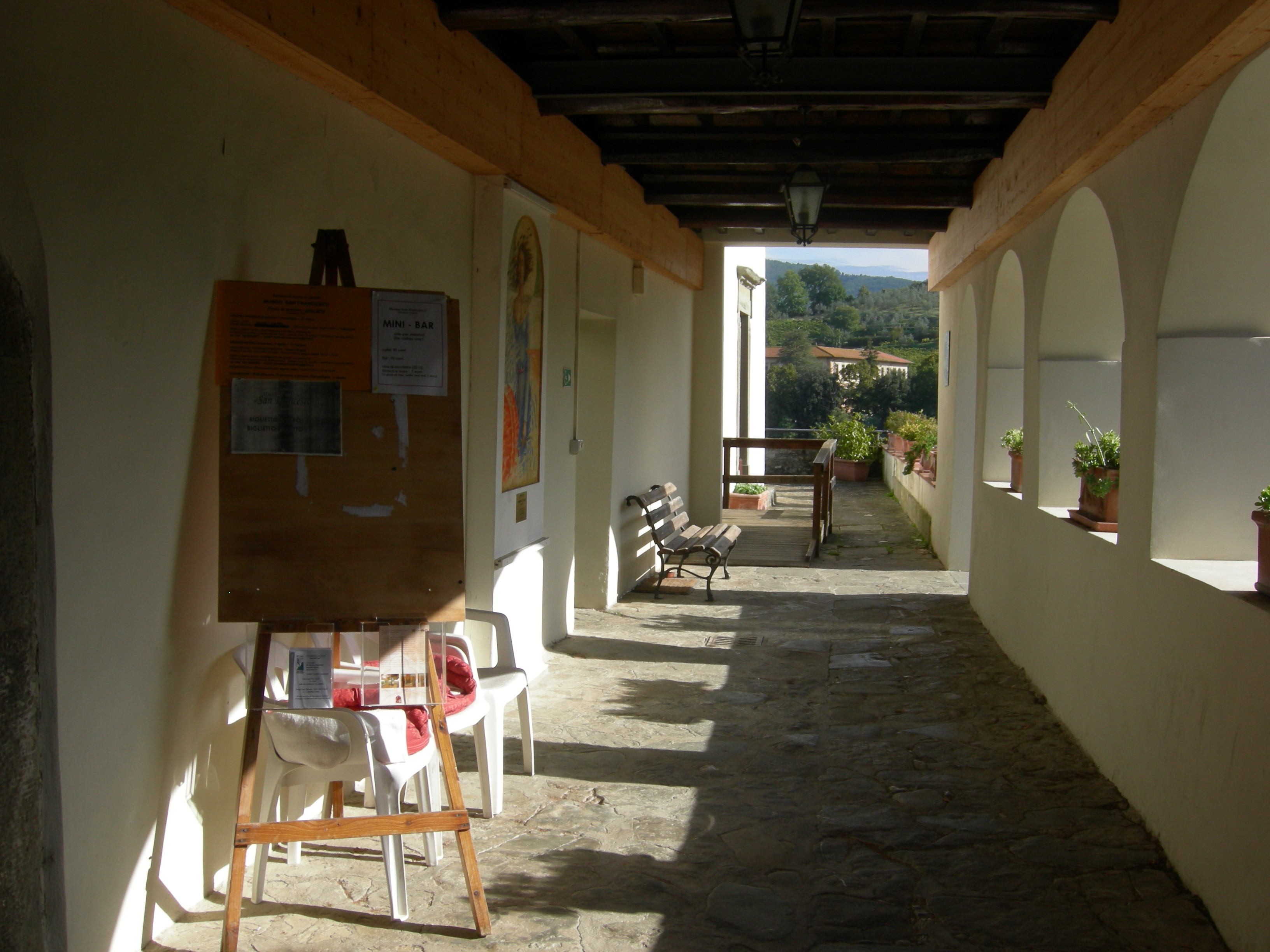
Loggiato di ingresso

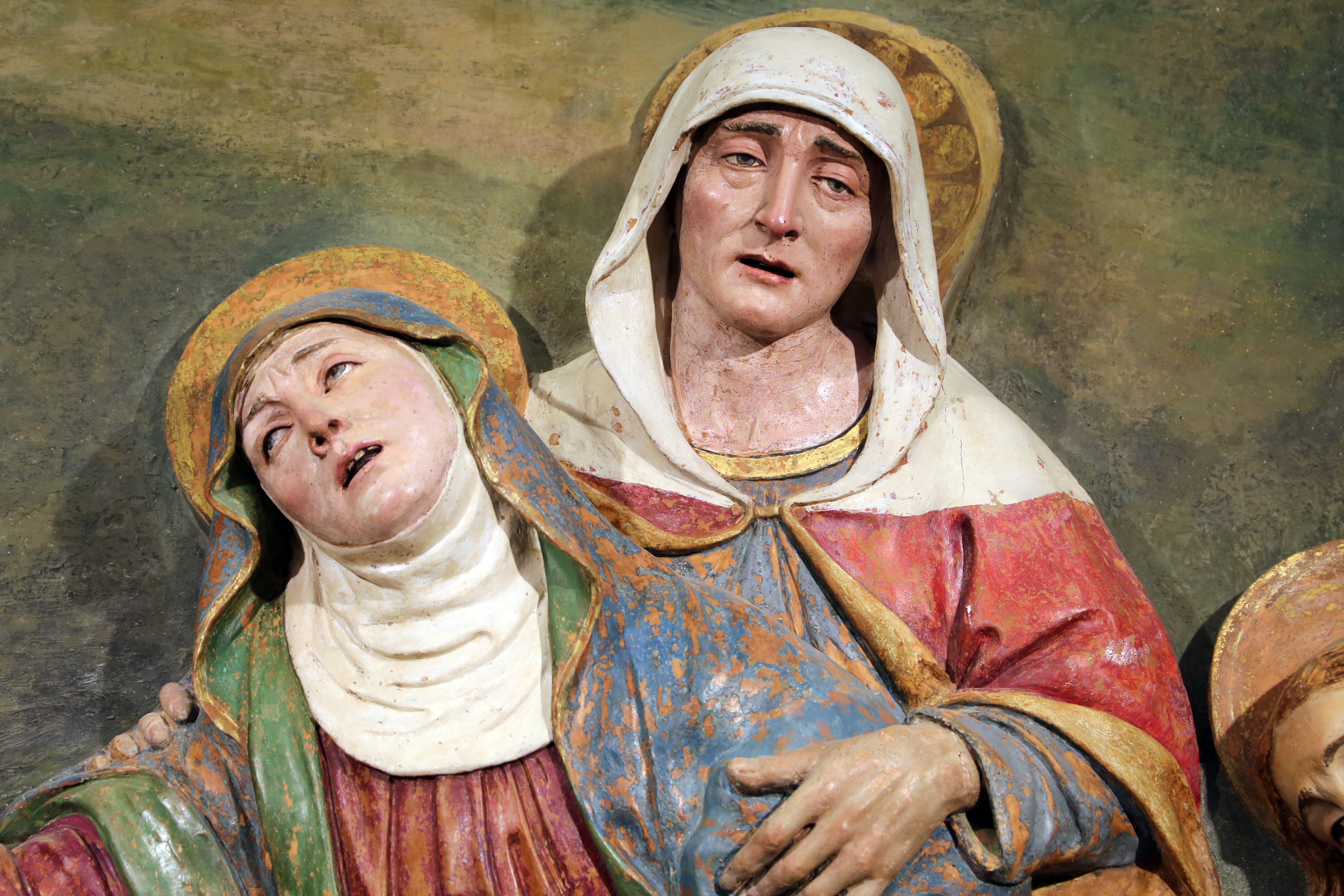
Compianto in terracotta policroma, dell'ambito di Baccio da Montelupo

Nel Museo, che si sviluppa su due livelli, si conservano opere d'arte e suppellettile liturgica proveniente dal territorio.

### Piano terra
La visita inizia al piano terra con l'oratorio dove sono esposti:
- San Francesco d'Assisi (XIV secolo), bassorilievo in marmo, proveniente dalla chiesa di San Pietro a Sillano;
- l'Annunciazione (XIV secolo), tempera su tavola, di un anonimo pittore fiorentino, proveniente dalla chiesa di Santa Croce a Greve in Chianti;
- Madonna con Gesù Bambino fra i santi Bartolomeo e Francesco d'Assisi (fine del XV secolo), di Francesco Granacci, proveniente dalla chiesa di Santa Maria a Cintoia;
- la pala di terracotta policroma Compianto sul Cristo morto (XVI secolo), della bottega di Baccio da Montelupo: l'opera forse ha mantenuto la sua ubicazione originale sopra l'altare dell'oratorio; la cornice con festoni di frutti e fiori realizzata in terracotta invetriata nel 1515 -1520 è stata inserita successivamente ed è stata attribuita alla bottega di Benedetto e Santi Buglioni.
- Madonna col Bambino tra  i santi Antonio abate e Lucia (primo quarto del XVI secolo), tavola, di un anonimo pittore fiorentino, proveniente dalla chiesa di San Martino a Sezzate.

Il percorso espositivo prosegue con la sagrestia dove, insieme ai paramenti sacri, sono conservate altre interessanti opere: 
- una Croce reliquiario (seconda meta del XIV secolo), in cristallo di rocca, di bottega veneziana, proveniente dalla chiesa di Santo Stefano a Montefioralle;
- San Silvestro papa benedicente (XVI secolo), vetro dipinto, eseguito dalla bottega dei Frati Gesuati, probabilmente su disegno di Francesco Granacci.

### Primo piano
Al primo piano sono presentate altre preziose opere d'arte e suppllettile liturgica, databile dal XVI al XIX secolo, fra le quali si segnalano:
- Pace con Maria e san Giovanni Evangelista dolenti sprovvista del Crocifisso al centro, in avorio intagliato, dipinto e dorato e legno intarsiato (XIV-XV secolo), della bottega degli Embriachi;
- Madonna col Bambino (XV secolo), in stucco dipinto, attribuita a Nanni di Bartolo;
- un turibolo e una navicella (1611), ottone sbalzato;
- il reliquiario di san Cassiano (XVII secolo), proveniente dalla badia di Montescalari;
- l'Assunzione della Vergine (XVII secolo), attribuita Giovan Battista Montini,
- la Madonna assunta tra i santi Lucia e Antonio da Padova (prima metà del XVII secolo) di Francesco Curradi;
- Santa Rosa (seconda metà del XIX secolo), attribuita a Michele Gordigiani.

### Sezione archeologica
Completa la visita del primo piano la sezione archeologica del Museo, dove sono esposti reperti rinvenuti nel territorio e databili ad epoche diverse. Di particolare interesse: 
- piccola protome taurina in bronzo;
- monete in bronzo;
- frammenti di anfore ed orci;
- pesi da telaio e da pesca.